# نیروی پادشاهی
نیروی پادشاهی (انگلیسی: Kingdom Force) یک مجموعه تلویزیونی کودکانه متحرک CGI کانادایی است که توسط متیو فرناندس ساخته شده است.

## بازیگران[۱]
- بابی کناف
- تایلر ناتان
- مارک ادواردز
- جولی سایپ
- دواین هیل
- جین اسپنس